# Bukovecbjergene
Bukovecbjergene (slovakisk: Bukovské vrchy; ungarsk: Ungi-határhegység) er en flysch-bjergkæde i det nordøstlige Slovakiet, en del af de østlige beskider i de ydre østlige Karpater.
Det ligger i Prešov-regionen nær grænserne til Polen (Bieszczady-bjergene) og Ukraine, og støder op til Laborec-højlandet. Det højeste bjerg er Kremenec (de) der er 1.221 moh.
Den oprindelige flora og fauna er bevaret på grund af at området ligger så afsides. Bjergkæden er dækket af bøgeskove. Området er beskyttet af Poloniny Nationalpark. Lokaliteterne Havešová, Stužica og Rožok er opført på UNESCOs verdensarvsliste, som en del af verdensarvsstedet Gamle oprindelige bøgeskove i Karpaterne og andre regioner i Europa.